# Dr. Kildare
Dr. James Kildare ist der Name eines fiktionalen von Frederick Schiller Faust erdachten amerikanischen Arztes. Ursprünglich entstanden für Kurzgeschichten, wurde Dr. Kildare als namensgebender Hauptcharakter für eine US-Kinofilmserie (1938–42), eine US-Hörspielserie (1950/51), eine Comicserie (1962–66), sowie für zwei Fernsehserien, die erste 1961–66 mit Richard Chamberlain in der Hauptrolle und die zweite 1972 unter dem Titel Young Dr. Kildare mit Mark Jenkins in der Titelrolle, adaptiert.

## Inhalt und Hintergrund
Kildare war in allen Serien ein sehr junger Arzt an einem Krankenhaus, der mit Hilfe seines Mentors Dr. Gillespie als Universalmediziner seine medizinischen Wunder vollbringt und andere Krisen im Krankenhausalltag bewältigt. Die Serie behandelt nahezu ausschließlich das Berufsleben Kildares, ein Privatleben oder Familie wird nicht beleuchtet. Ein wichtiges Thema war der Konflikt mit der Krankenhausbürokratie unter Dr. Carough, dem Antagonisten der beiden Ärzte. Faust entwickelte den Charakter Kildare nach dem Vorbild sowie anhand einiger Anekdoten seines guten Freundes, des New Yorker Star-Chirurgen und Rugby-Olympiasiegers George Fish. Der Charakter Kildares wurde dabei im Gegensatz zu Konkurrenzarztserien stets anteilnehmend, höflich und eher feminin dargestellt.

## Filme
1937 veröffentlichte Paramount den ersten Film mit Dr. Kildare. In Assistenzarzt Dr. Kilder wurde der Doktor von Joel McCrea dargestellt. Dieser Film ist allerdings eher ein Kriminalfilm als ein Ärztedrama.
1938 begann Metro-Goldwyn-Mayer mit einer Reihe von Filmen um Dr. Kildare, die in insgesamt 15 Teilen bis 1947 fortgesetzt wurde. Lew Ayres spielte darin den Dr. Kildare. Ayres zur Seite gestellt wurden Schauspielveteran Lionel Barrymore als erfahrener Chefarzt und Mentor Dr. Gillespie; Laraine Day als Krankenschwester und Kildares Geliebte Mary Lamont; Samuel S. Hinds und Emma Dunn als Dr. Kildares Eltern; Walter Kingsford als strenger Arzt Dr. Walter Carew; Nat Pendleton als Rettungswagen-Fahrer Joe Wayman und Alma Kruger als Oberschwester Molly Byrd. Nach neun Filmen wurde Dr. Kildare aus der Serie gestrichen, und die Filme konzentrierten sich bis zum Ende der Serie auf Dr. Gillespie. Der Grund war Ayres’ damals offen kritisierte Kriegsdienstverweigerung im Zweiten Weltkrieg mit anschließendem Dienst als Sanitäter in Ostasien, sodass man ihn bei MGM aus dem Vertrag entließ. Er wurde ersetzt durch Van Johnson und Keye Luke, welche nun als junge Ärzte Barrymore zur Seite standen.
Acht der Filme wurden im Sommer 1991 von der ARD im Ersten als Serie ausgestrahlt und seitdem mehrfach von TM3, sowie den dritten Programmen wiederholt.
- 1938: Dr. Kildare: Sein erster Fall (Young Dr. Kildare)
- 1938: Dr. Kildare: Unter Verdacht (Calling Dr. Kildare)
- 1939: Dr. Kildare: Das Geheimnis (The Secret of Dr. Kildare)
- 1940: Dr. Kildare: Auf Messers Schneide (Dr. Kildare’s Strange Case)
- 1940: Dr. Kildare: Die Heimkehr (Dr. Kildare Goes Home)
- 1940: Dr. Kildare: Verhängnisvolle Diagnose (Dr. Kildare’s Crisis)
- 1940: Dr. Kildare: Vor Gericht (The People vs. Dr. Kildare)
- 1941: Dr. Kildare: Der Hochzeitstag (Dr. Kildare’s Wedding Day)
- 1942: Dr. Kildare’s Victory
- 1942: Calling Dr. Gillespie
- 1942: Dr. Gillespie’s New Assistant
- 1943: Dr. Gillespie’s Criminal Case
- 1944: Three Men in White
- 1945: Between Two Women
- 1947: Dark Delusion

## Radio-Serie
Nach Ende der Filmserie beschloss man Ende der 1940er Jahre, die beiden Charaktere Dr. Kildare und Dr. Gillespie in einer Hörspielserie wiederzuverwenden. Als Sprecher für die beiden Rollen wurde Lew Ayres und Lionel Barrymore, die die Rollen bereits in einzelnen Filmen der Filmserie dargestellt hatten, verpflichtet. Die Serie wurde in Kalifornien 1949 in 30-minütigen Folgen produziert, jedoch in New York 1950 bzw. 1952 für je eine Season ausgestrahlt.

## Fernsehserie „Dr. Kildare“
NBC beschloss Ende der 1950er Jahre, die Geschichte als Fernsehserie neu mit Richard Chamberlain in der Hauptrolle wieder aufzugreifen; sie lief von 1961 bis 1966, mit Ausnahme des letzten Jahres, als die Zuschauerzahlen einbrachen, gehörte die Serie zu den Top-10 des US-Marktes und machte Chamberlain zum Teenie-Idol. Raymond Massey verkörperte Dr. Gillespie. Die Serie war fünfmal für den Emmy und zweimal für den Golden Globe nominiert, jedoch wurde lediglich Chamberlain 1963 als Best TV Star mit dem Golden Globe ausgezeichnet. Die Serie war so erfolgreich, dass sie eine große Menge von Merchandise – von Spielzeug über Sammelkarten bis hin zu seiner erfolgreichen Comicserie (1962–66) – nach sich zog.
Die Serie hatte 192 Folgen, von denen die ersten 133 eine Laufzeit von jeweils 45 Minuten hatten und inhaltlich in sich abgeschlossen waren. Für die letzte Season wurde die Einzelfolgen auf 25 Minuten gekürzt, dafür wurden Handlungsbögen über bis zu sieben Folgen verlängert.
In Deutschland wurden einige Folgen der Serie 1968/69 im Vorabendprogramm der ARD ausgestrahlt, 1994/95 folgte die Ausstrahlung von 57 teils neue und teils neusynchronisierte Folgen bei TV.München. Diese Fassung wurde seitdem mehrfach im Pay-TV von DF1 bzw. Premiere wiederholt.

## Fernsehserie „Young Dr. Kildare“
1972 wurde versucht die Serie mit Mark Jenkins als Kildare und Gary Merrill als Dr. Gillespie zu relaunchen, was aber scheiterte.